# Hicret-Moschee (Lauingen)
Die Hicret-Moschee (türkisch Hicret Camii, dt. Auswanderungsmoschee) wurde 1993 bis 1996 in Lauingen (Donau) erbaut. Die Grundsteinlegung der als „Kuppelmoschee“ konzipierten dreigeschossigen Moschee mit Minarett (25,5 m) erfolgte am 19. Juni 1993, die Einweihung am 2. März 1996.
Der Gebetssaal fasst insgesamt 400 Personen, wovon 100 Plätze auf den abgetrennten Frauenbereich entfallen.

## Geschichte
Bauherr und Träger der Moschee und des Kulturzentrums ist der am 25. August 1973 gegründete „Beistandsverein Türkischer Arbeitnehmer Dillingen e.V.“. Später schloss sich der Verein dem Dachverband DITIB an. Im Jahr 1992 beantragte der Verein mit damals 130 Mitgliedern eine Baugenehmigung für eine Bildungs- und Vereinsstätte.

## Planung
Die Planung wurde von dem Augsburger Bauingenieur Hüseyin Portakal durchgeführt. Die ursprünglich veranschlagten 1,8 Millionen Mark an Kosten konnten durch Eigenleistungen auf letztlich eine Million reduziert werden. Die Stadt Lauingen übernahm acht Prozent der Baukosten (so wie auch für Sakralbauten anderer Religionsgemeinschaften); auch die türkische Botschaft in Bonn gab einen Zuschuss.
Dem damaligen Bürgermeister (CSU) und designiertem Integrationsbeauftragten der FDP, Georg Barfuß, gelang es, Vorbehalte in der Bevölkerung abzubauen und den Stadtrat von der Notwendigkeit einer eigenen Moschee zu überzeugen. Einen ersten Entwurf der zunächst ohne Minarett geplanten Moschee kommentierte Barfuß mit der Aussage: „Ich dachte, ihr wollt eine Moschee? Entweder ihr baut´s was G´scheits oder gar nix!“

## Aktivitäten
Die Moscheegemeinde Lauingen war nach eigenen Angaben als Vermittler zwischen der Kombassan Holding und örtlichen Politikern tätig.
In der Moschee werden Deutsch- und Computerkurse sowie Nachhilfeunterrichte für Schüler angeboten. Die Sport- und Fußballabteilung TG Lauingen wurde in der Saison 99/00 Meister ihrer Klasse und als fairste Amateur-Mannschaft in ganz Bayern ausgezeichnet.